# Escíade
Escíade (en griego antiguo: Σκιάς) era posiblemente un eclesiasterio, lugar de reunión de la asamblea de ciudadanos de Esparta. Estaba situado en el ágora.

## Historia y arqueología
Se construyó en la época arcaica, en la segunda mitad del siglo VI a. C. Según Pausanias, Escíade era el lugar de reunión de algún tipo de asamblea popular vinculada a la administración de la ciudad, y fue diseñado por Teodoro  de Samos. Se dice que los espartanos colgaron la cítara de Timoteo de Mileto en el edificio para mostrar su rechazo a que añadiera cuatro cuerdas a las siete ya existentes.
Su construcción se describe en el Etymologicum Magnum, un diccionario medieval de la lengua griega, como un odeón de base redonda. Por tanto, se suele suponer que se trataba de un edificio redondo similar a un tholos. La etimología la sugieren los diccionarios antiguos, que equiparan el término skias con el término tholos. En el caso del tholos del ágora ateniense, incluso señalan que su nombre real era skias.
El edificio fue descubierto durante unas excavaciones dirigidas por Charles Waldstein en 1892. En 2011, Emanuele Greco y Enzo Lippolis llegaron de forma independiente a la conclusión de que podía identificarse con una estructura circular conocida desde 1893. Charles Waldstein había excavado un gran edificio circular en 1893 y lo interpretó como el edificio redondo (οἰκοδόμημα περιφερές) transmitido por Pausanias junto al Escíade, que albergaba las estatuas de Zeus Olímpico y Afrodita Olímpica. La interpretación de Waldstein fue mayoritariamente aceptada; salvo algunas excepciones, no hubo más discusiones sobre la interpretación del hallazgo arqueológico.

## Descripción
En la esquina suroeste del área identificada como el ágora de Esparta se ha encontrado un edificio circular con un diámetro de unos 41,3 m. Debido a los diferentes niveles del suelo, es posible que tuviera 5 m de altura. Es posible que el acceso fuera un poco más bajo, por lo que el nivel del muro también formaba un perfil más bajo. En el centro había una estructura circular sin muros construida con columnas de 8,58 m de diámetro. Las distancias entre las basas de las columnas conservadas permiten reconstruir 16 posiciones de columnas. Debido a la escasa anchura de las basas, de 0,40 m, con una separación entre columnas de unos 3,37 m, cabe suponer que el entablamento contiguo era de madera. La debilidad de los cimientos entre las basas de las columnas podría deberse a muros de contención para cerrar los intercolumnios hasta una altura indeterminada. 

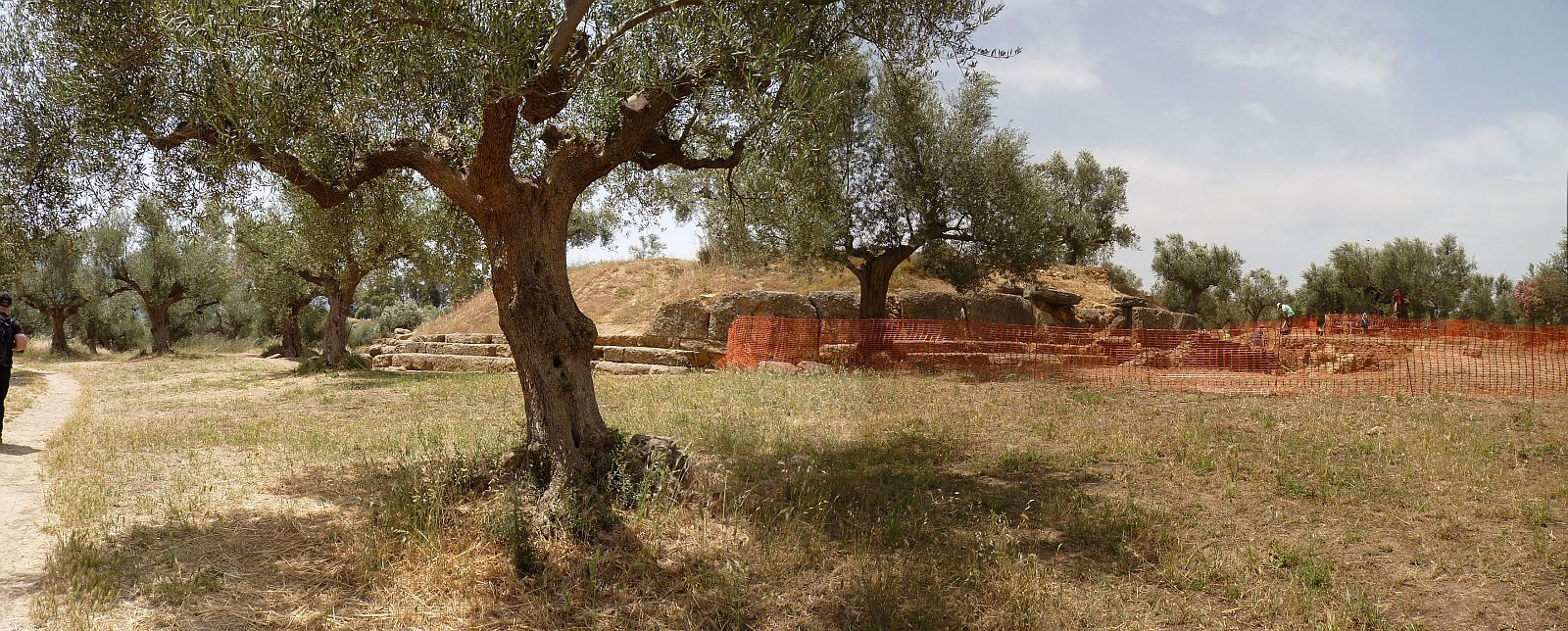
Ruinas de un edificio que se supone es Escíade.

En la parte occidental del edificio, el muro se rompió posteriormente en las ruinas de una capilla construida en el lugar durante el Imperio bizantino. Una parte del edificio rectangular está conectada al lado este. El interior del edificio está rodeado por el estilo tradicional de columnas de madera que sostienen el techo. En el medio hubo un gran pilar central. El techo era redondo y parecido a un sombrero para el sol (o a una sombrilla). Los muros son de piedra caliza y conglomerado..de 1960. El edificio también se conoce como el edificio redondo del ágora. Inmediatamente al norte había una gran estoa, que se supone era la Estoa persa.
A veces se ha supuesto que era el lugar de reunión de la asamblea espartana, la apella. Sin embargo, el edificio encontrado es pequeño en comparación, ya que a la asamblea podrían haber asistido todos los hombres libres espartanos, es decir, hasta miles de personas. Es posible que fuera un simple cobertizo sin paredes, y que estuviera destinado exclusivamente a los gerontes, reyes, éforos u otros ciudadanos de mayor rango, asistiendo el pueblo llano a las reuniones al aire libre. Otra posibilidad es que Escíade estuviera destinado a una reunión distinta de la Apella. La cítara de Timoteo podría referirse a alguna celebración musical.
Posiblemente se parecía al tholos del Ágora de Atenas, que también se conocía como Escíade debido a su forma que se asemeja a un sombrero para el sol. Sin embargo, el tholos ateniense ciertamente se diferenciaba del Escíade espartano en que tenía paredes sólidas y servía como comedor para los pritanos.
Según Diógenes Laercio, Anaximandro hizo un gnomon para el ágora de Esparta, que se colocó en el lugar de los relojes de sol (ta skiothēra) para marcar los solsticios y equinoccios. Sin embargo, la expresión ta skiothēra puede referirse al edificio del Escíade en lugar de a los relojes de sol, en cuyo caso el puntero de Anaximandro podría haber estado cerca de él y posiblemente haber sido utilizado por la Asamblea, como lo era el puntero solar de la Pnyx de Atenas, por ejemplo. Según Pausanias, junto al Escíade había un edificio circular construido por Epiménides, que contenía estatuas de Zeus y Afrodita en el Olimpo.